# Peter Martin Musikuwa
Peter Martin Musikuwa (Kalimtulo, 3 de abril de 1952) - Sacerdote católico romano do Malawi, desde 2003 bispo de Chikwawa.
Foi ordenado sacerdote em 12 de julho de 1982 e incardinado na Arquidiocese de Blantyre. Ele foi, entre outros, conferencista e tesoureiro do centro catequético local e pai espiritual do seminário de Zomba.
Em 16 de abril de 2003, o Papa João Paulo II o nomeou Bispo de Chikwawa. Foi ordenado bispo em 28 de junho daquele ano pelo arcebispo Orlando Antonini. 